# Peter Johansson (musikproducent)
Peter Johansson, född 11 mars 1969, är en svensk författare, låtskrivare och musikproducent.

## Biografi
Johansson har skrivit låtar till och producerat artister som t.ex. Pandora, PAIN, The Unguided, Annika Ljungberg, Clubland, Leila K, Ice MC, Popsie, Andreas Lundstedt och Jan Johansen.
Tillsammans med Henrik Andersson grundade Johansson i början av nittiotalet producentteamet Dr. MAXX Family, vars första kommersiella produktion var svenska eurodance-artisten Pandoras debutsingel Trust Me, som släpptes via skivbolaget Virgin Records. När den tyska eurodance-gruppen ”MAXX” samtidigt slog igenom hösten 1993 valde Andersson och Johansson att släppa sitt team-namn och istället använda sina smeknamn, Huma respektive Peka P, för kommande produktioner. Johansson släppte år 2015 singeln ”Let’s go get crazee” med det fiktiva rockbandet ”Sunset Force”, där han både skrivit och producerat  låten. Under gruppnamnet Huma & Peka P ft. Zemya Hamilton släppte Andersson och Johansson singeln If you want it (Come and get it) digitalt den 20 juni 2024. Låten spelades in redan år 1997 men förblev outgiven i tjugosju år.
Johansson debuterade i oktober 2021 som spänningsförfattare med romanen Och sen så är jag död. Uppföljaren Det vita spöket gavs ut i maj 2023. Något att frukta, den tredje och avslutande delen i trilogin om den ofrivilliga hämnaren Elin Strand gavs ut i mars 2024. Johanssons fjärde och fristående spänningsroman betitlad Avgrund släpptes i april 2025.